# Episodi de La donna bionica (terza stagione)
La terza e ultima stagione della serie televisiva La donna bionica è stata trasmessa negli Stati Uniti dall'emittente televisiva NBC dal 10 settembre 1977 al 13 maggio 1978.
| nº | Titolo originale             | Titolo italiano                       | Prima TV USA      |
| -- | ---------------------------- | ------------------------------------- | ----------------- |
| 1  | The Bionic Dog: Part 1       | Max, cane bionico (prima parte)       | 10 settembre 1977 |
| 2  | The Bionic Dog: Part 2       | Max, cane bionico (seconda parte)     | 17 settembre 1977 |
| 3  | Fembots in Las Vegas: Part 1 | Una notte a Las Vegas (prima parte)   | 24 settembre 1977 |
| 3  | Fembots in Las Vegas: Part 2 | Una notte a Las Vegas (seconda parte) | 1º ottobre 1977   |
| 5  | Rodeo                        | Il rodeo                              | 15 ottobre 1977   |
| 6  | African Connection           | Avventura in Africa                   | 29 ottobre 1977   |
| 7  | Motorcycle Boogie            | Una gara fuori programma              | 5 novembre 1977   |
| 8  | Brain Wash                   | Lavaggio del cervello                 | 12 novembre 1977  |
| 9  | Escape to Love               | Amore e fuga                          | 26 novembre 1977  |
| 10 | Max                          | Max                                   | 3 dicembre 1977   |
| 11 | Over the Hill Spy            | Due cari nemici                       | 17 dicembre 1977  |
| 12 | All for One                  | Robin Hood colpisce ancora            | 7 gennaio 1978    |
| 13 | The Pyramid                  | La piramide                           | 14 gennaio 1978   |
| 14 | The Antidote                 | L'antidoto                            | 21 gennaio 1978   |
| 15 | The Martians Are Coming      | Uno strano oggetto volante            | 28 gennaio 1978   |
| 16 | Sanctuary Earth              | La ragazza venuta dallo spazio        | 11 febbraio 1978  |
| 17 | Deadly Music                 | Agguato in fondo al mare              | 18 febbraio 1978  |
| 18 | Which One is Jaime?          | Errore di persona                     | 25 febbraio 1978  |
| 19 | Out of Body                  | L'amico indiano                       | 4 marzo 1978      |
| 20 | Long Live the King           | Attentato al re                       | 25 marzo 1978     |
| 21 | Rancho Outcast               | Flamenco                              | 6 maggio 1978     |
| 22 | On the Run                   | La ribellione                         | 13 maggio 1978    |